# 奥西亚斯·马尔希
奥西亚斯·马尔希（Ausiàs March，1397年—1459年3月3日），文艺复兴时期欧洲加泰罗尼亚诗人。他的创作和作品深受但丁与彼特拉克风格的影响。长于讽刺和对现实展开批判。

## 扩展阅读
- 本条目包含来自公有领域出版物的文本: Chisholm, Hugh (编).  (第11版). London: Cambridge University Press. 1911.